# День системного адміністратора

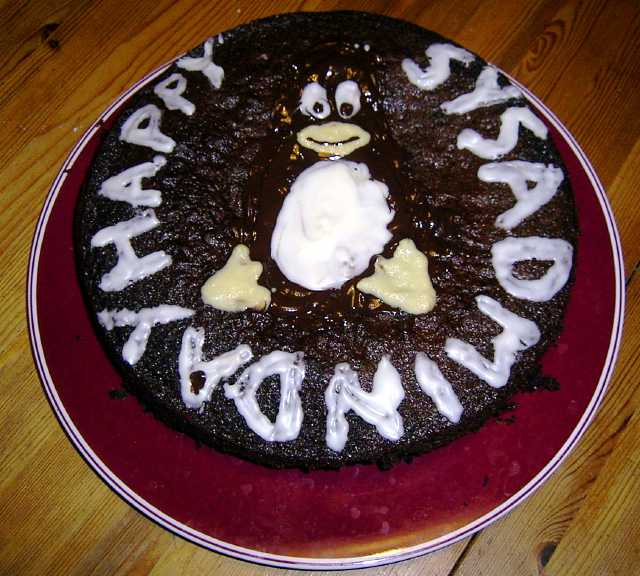
Торт на День системного адміністратора з намальованим на ньому Таксом

День систе́много адміністра́тора, також відомий, як день сисадміна — неофіційне професійне свято системних адміністраторів, котре прийнято відзначати в останню п'ятницю липня. Метою свята є вияв поваги до роботи системних адміністраторів.
Традицію святкування було започатковано 28 липня 2000 року Тедом Кекатосом (Ted Kekatos). Однією із основних традицій цього свята є дарування подарунків знайомим системним адміністраторам. Улюбленими подарунками вважаються шоколад, пиво, вино, електроніка, комп'ютерні ігри та іграшкові пінгвіни. Попри те, що свято у жодній країні світу не є офіційним, чимало компаній у знак поваги дарують цього дня своїм працівникам торти.

## Історія
Автор ідеї святкування є американський системний адміністратор з 20-річним стажем Тед Кекатос, який побачив журнальну рекламу Hewlett-Packard, в якій системного адміністратора, що встановив нові принтери, вдячні користувачі шанують квітами і кошиками фруктів. Кекатос нещодавно встановив кілька принтерів тієї ж моделі і вирішив створити спеціальний день, присвячений професії системного адміністратора. Перший такий день, влаштований Тедом, припав на п'ятницю 28 липня 2000 року. Це був просто пікнік на околиці Чикаго, в якому взяли участь члени невеликої софтверної компанії. З того часу свято прийнято відзначати в останню п'ятницю липня.
З 2006 року почав відзначатися «Всесвітній день інформаційного суспільства» (з 2007 року — «Всесвітній день електрозв'язку та інформаційного суспільства»), який закріплено за 17 травня. Проголошений Генеральною Асамблеєю ООН, цей пам'ятний день має офіційний статус, і може замінити собою день системного адміністратора.

## Дата святкування
Відзначається в останню п'ятницю липня з 2000 року:
- 2000: 28 липня
- 2001: 27 липня
- 2002: 26 липня
- 2003: 25 липня
- 2004: 30 липня
- 2005: 29 липня
- 2006: 28 липня
- 2007: 27 липня
- 2008: 25 липня
- 2009: 31 липня
- 2010: 30 липня
- 2011: 29 липня
- 2012: 27 липня
- 2013: 26 липня
- 2014: 25 липня
- 2015: 31 липня
- 2016: 29 липня
- 2017: 28 липня
- 2018: 27 липня
- 2019: 26 липня
- 2020: 31 липня
- 2021: 30 липня
- 2022: 29 липня
- 2023: 28 липня
- 2024: 26 липня
- 2025: 25 липня

Отримати останню п'ятницю липня місяця поточного року можна так:
```
LANG=C ncal -S -h -m 7 | awk '/^Fr/ {print $NF}'
```